# Христо Петрунов
Христо Николов Петрунов е български офицер (генерал-майор), командир на 1-ви конен полк по време на Сръбско-българската война (1885), заместник-инспектор на кавалерията по време на Балканската война (1912 – 1913), началник на Македонската полева подвижна конница през Междусъюзническата война (1913) и началник на 3-та дивизионна област по време на Първата световна война (1915 – 1918).

## Биография
Христо Петрунов е роден на 14 октомври 1859 година в Самоков. Завършва 5 класно образование в Пловдив (съвременно основно образование). След полагане на изпит, на който е сред петимата с много добро представяне постъпва в командата на волноопределяющите се, като на служба се води от 12 юли 1878 година. На 31 август 1878 година ефрейтор Петрунов е произведен в чин унтер-офицер. Зачислен е като взводен унтер-офицер в 23-та Казанлъжка дружина, като на 23 ноември 1878 година е отписан от дружината и приет в новосъздаденото Военно училище. Завършва в първия випуск на Военното училище в София през 1879 г. (първи разряд). На 10 май старши портупей юнкер Петрунов е произведен в чин подпоручик и зачислен в 1-ва софийска конна сотня. Година по-късно е назначен за адютант-ковчежник в конвоя на Н.В. княз Александър I Батенберг.
На 24 юни 1882 година е произведен в чин поручик, след което е командирован в Русия, в 38-и драгунски владимировски полк, от където през 1884 година постъпва в Офицерската кавалерийска школа в Санкт Петербург, която завършва през същата година. Завръща се в България и през февруари 1885 година е назначен за командир на 3-ти ескадрон от 1-ви конен полк. На 24 юни същата година е произведен в чин ротмистър.

### Сръбско-българска война
По време на Сръбско-българската война (1885) ротмистър Петрунов е командир на 1-ви конен полк, с който взема участие в Бой при Цариброд (11 – 12 ноември) и Пирот (14 – 15 ноември).
На 1 април 1887 година ротмистър Петрунов е произведен в чин майор и през следващата година е назначен за „почетен флигел-адютант“ и зачислен завинаги в списъците на 1-ви конен полк. На 2 август 1891 година е произведен в чин подполковник, 2 август 1895 година е произведен в чин полковник, а на 14 февруари 1900 в чин генерал-майор. В периода (1902 – 1898) е началник на Кавалерийската дивизия, а на 15 февруари 1900 година преминава в запаса.

### Балкански войни (1912 – 1913)
При започването на Балканската война (1912 – 1913) генерал Христо Петрунов излиза от запаса и е назначен за заместник-инспектор на Конницата, а по време на Междусъюзническата война (1913) е командир на Македонската полева подвижна конница, която действа срещу сръбската армия при Пирот и Ниш.

### Първа световна война (1915 – 1918)
През Първата световна война (1915 – 1918) е началник на 3-та дивизионна област (1916).
Генерал-майор Христо Петрунов умира след 1937 година. Точната дата на смъртта му не е известна.
Гвардейската униформа на генерала, която е екземпляр на най-старата гвардейска униформа, е изложена в Националния военноисторически музей.

## Военни звания
- Подпоручик (10 май 1879)
- Поручик (24 юни 1882)
- Капитан (24 юни 1885)
- Майор (1 април 1887)
- Подполковник (2 август 1891)
- Полковник (2 август 1895)
- Генерал-майор (14 февруари 1900)

## Награди
- Княжеский орден „Св. Александър“ II степен с мечове по средата, III степен без мечове, IV степен с мечове по средата
- Народен орден „За военна заслуга“ II степен